# 단 숌론
단 숌론(히브리어: דן שומרון, 영어: Dan Shomron, 1937년 8월 5일 ~ 2008년 2월 26일)은 1987년부터 1991년까지 이스라엘 방위군(IDF)의 제13대 참모총장을 역임했다.

## 생애
숌론은 아슈다트야코프 출신의 토바와 엘리야후 도조레츠시므론의 세 자녀 중 장남이었다. 그는 1955년에 이스라엘 방위군(IDF)에 입대하여 낙하산 여단에 자원했다. 그는 890 대대에 배치되었다. 입대하는 동안 그의 성은 숌론으로 잘못 표기되었다. 그는 낙하산 전투 훈련을 받은 후 보병 분대 사령관 과정에 진학하여 A-라웨의 요르단 경찰 건물 습격, 걸리버 작전, 룰라브 작전 등 여러 작전에 참여했다.

### 사망
숌론은 2008년 2월 26일, 이스라엘 헤르츨리야의 한 병원에서 뇌동맥류 합병증으로 3주 전에 사망했다. 그의 나이는 70세였다.